# Zhang Yu (cestista)
Zhang Yu (张瑜S, Zhāng YúP; Chaoyang, 12 febbraio 1986) è un'ex cestista cinese.
È la sorella gemella di Zhang Wei.

## Carriera
Con la Cina ha disputato i Giochi olimpici di Pechino 2008.